# Le jour se lève
Le jour se lève is een Franse dramafilm uit 1939 onder regie van Marcel Carné.

## Verhaal
De arbeider François heeft de man neergeschoten, die zijn verloofde heeft afgesnoept. Vervolgens heeft hij zich opgesloten op de bovenste verdieping van een hotelletje in een voorstad van Parijs. De politie heeft het huis omsingeld. 's Nachts herinnert hij zich de liefdesaffaire die heeft geleid tot zijn misdaad. In de ochtend bestormt de politie het huis op het ogenblik dat François zelfmoord wil plegen.

## Rolverdeling
| Acteur             | Personage                                  |
| ------------------ | ------------------------------------------ |
| Jean Gabin         | François                                   |
| Jules Berry        | Valentin, de hondendresseur                |
| Arletty            | Clara, de partner van Valentin             |
| Jacqueline Laurent | Françoise, de bloemenverkoopster           |
| Arthur Devère      | mijnheer Gerbois, een buurman van François |
| Jacques Baumer     | de commissaris                             |
| Mady Berry         | de conciërge                               |
| René Génin         | de conciërge                               |
| Georges Douking    | de blinde                                  |
| Bernard Blier      | Gaston, een collega van François           |
| Marcel Pérès       | Paulo, een collega van François            |
| Gabrielle Fontan   | de vrouw op de trap                        |